# Willi Braun
Willi Braun (2 de agosto de 1944) es un deportista alemán que compitió para la RFA en bádminton, en la modalidad de dobles.
Ganó cuatro medallas en el Campeonato Europeo de Bádminton entre los años 1968 y 1976.

## Palmarés internacional
| Campeonato Europeo | Campeonato Europeo  | Campeonato Europeo | Campeonato Europeo |
| Año                | Lugar               | Medalla            | Prueba             |
| ------------------ | ------------------- | ------------------ | ------------------ |
| 1968               | Bochum (RFA)        | Medalla de bronce  | Dobles             |
| 1972               | Karlskrona (Suecia) | Medalla de oro     | Dobles             |
| 1974               | Viena (Austria)     | Medalla de oro     | Dobles             |
| 1976               | Dublín (Irlanda)    | Medalla de bronce  | Dobles             |